# Vlag van Amapá

Vlag van Amapá

In de vlag van Amapá staat het groen voor de jungle, het blauw voor de lucht en de rivieren in de staat en het geel voor de rijkdom aan grondstoffen. Het wit symboliseert hoop op een goede toekomst en vrede; het zwart staat voor degenen die voor Amapá en Brazilië gevallen zijn. Het figuur aan de linkerkant is het fort van São José, waaromheen de hoofdstad Macapá is ontstaan. De vlag werd op 5 oktober 1988 aangenomen.

## Voormalige vlaggen

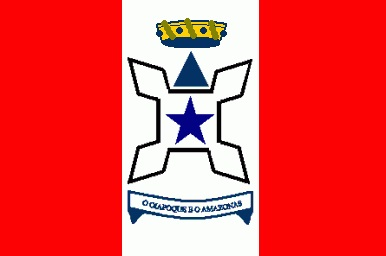
Vlag (1984-1991).
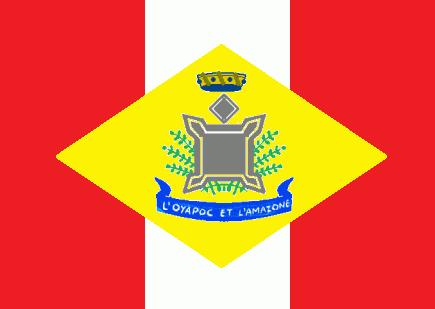
Voorgestelde vlag (1984), nooit gebruikt
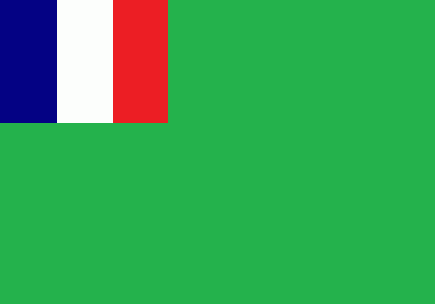
Vlag Estado Independente do Cunani.
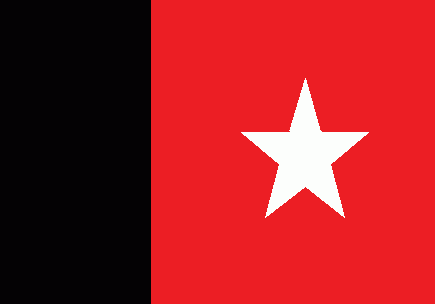
Vlag República Independente de Caunany.
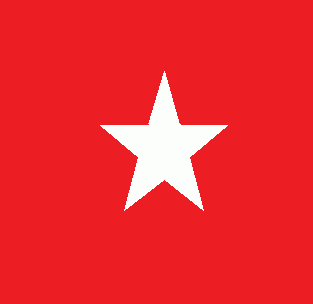
Vlag República de Brezet.